# یواس‌اس گرچن (اس‌پی-۱۱۸۱)
یواس‌اس گرچن (اس‌پی-۱۱۸۱) (به انگلیسی: USS Gretchen (SP-1181)) یک کشتی بود که طول آن ۵۴ فوت (۱۶ متر) بود. این کشتی در سال ۱۹۰۲ ساخته شد.